# Paco Racionero
Francisco Pérez Racionero, también conocido como Paco Racionero (Madrid, 1 de abril de 1942) es un actor español.

## Trayectoria
Es un actor de formación teatral, que estudio Arte Dramático en la Real Escuela Superior de Arte Dramático en Madrid. Desde principios de la década de 1970 compagina sobre las tablas comedia, espectáculos infantiles y café teatro, con piezas de mayor calado como Lisístrata, de Aristófanes, que interpreta a las órdenes de José Luis Gómez junto a Aurora Bautista en 1972 o El edicto de gracia, a las órdenes de José Osuna, con José María Rodero en 1974. Su posterior carrera sobre los escenarios le ha llevado a trabajar con directores de escena como Adolfo Marsillach, José Luis García Sánchez o Manuel Canseco.
Igualmente presente en la pequeña pantalla desde principios de la década de 1970 ha participado, entre otras, en varias piezas del espacio Estudio 1 y en el célebre programa infantil La mansión de los Plaff.

## Cine

### Largometrajes
| Año  | Título                           | Personaje                 | Dirección          |
| ---- | -------------------------------- | ------------------------- | ------------------ |
| 2010 | Empusa                           | Barón Ulrich              | Paul Naschy        |
| 1999 | Rewind                           | Padre                     | Nicolás Muñoz Avia |
| 1996 | Corsarios del chip               | Cliente cajero            | Rafael Alcázar     |
| 1994 | Las cosas del querer II          | Taxista                   | Jaime Chávarri     |
| 1992 | Los gusanos no llevan bufanda    | Jefe de Policía           | Javier Elorrieta   |
| 1990 | Don Juan, mi querido fantasma    | Policía                   | Antonio Mercero    |
| 1989 | Las cosas del querer             | Taxista                   | Jaime Chávarri     |
| 1987 | El Lute (camina o revienta)      | Testigo                   | Vicente Aranda     |
| 1984 | El pico 2                        | Dependiente joyería       | Eloy de la Iglesia |
| 1984 | Cuando Almanzor perdió el tambor | Árabe harén               | Luis María Delgado |
| 1984 | Memorias del general Escobar     | Ruiz                      | José Luis Madrid   |
| 1984 | El cura ya tiene hijo            | Padre de niño secuestrado | Mariano Ozores     |

### Cortometrajes
| Año  | Título              | Personaje | Dirección          |
| ---- | ------------------- | --------- | ------------------ |
| 2006 | Sístole/Diástole    | Toño      | Pelayo Muñiz       |
| 2005 | 0, 7 ya!            | Tony      | Alfredo Medina     |
| 1990 | Ella, él y Benjamín | Benjamín  | José Ángel Bohollo |

## Teatro (selección)
| - La venganza de don Mendo (2012) - La decente (2005) - Tú y yo somos tres (2004) - Usted tiene ojos de mujer fatal (2003) - Eloísa está debajo de un almendro (2001) - Ventolera (1999) - ¡Sublime decisión! (1991) - Arsénico y encaje antiguo (1987) - Fuenteovejuna (1988) - Ni pobre ni rico, sino todo lo contrario (1986) - Farsa y licencia de la Reina Castiza (1986) - Doña Mariquita de mi corazón (1985) | - La paz (1977) - Lysistrata - El caballero de Olmedo - Kean - La discreta enamorada - La gran sultana - La Gran Vía - El chaleco blanco - Gigantes y cabezudos - La viejecita - Los claveles - Noche de Reyes sin Shakespeare |

## Televisión
| - Arrayán (2010) - Con dos tacones - Estamos locos, ¿o qué? (2 de mayo de 2006) - Maneras de sobrevivir - Un perro flaco (21 de agosto de 2005) - Hospital Central - A corazón parado (3 de mayo de 2005) - Aquí no hay quien viva - Érase un administrador (20 de abril de 2005) - El comisario - No hay enemigo pequeño (4 de febrero de 2005) - El show de Elena (2 de enero de 2009) - Cuéntame cómo pasó - A lo lejos el mar (27 de septiembre de 2001) - Las invasoras (4 de octubre de 2001) - El día de la raza (18 de octubre de 2001) - Academia de baile Gloria (2001) - Manos a la obra - Estamos todos pallá (13 de febrero de 2001) - Antivicio - Tiburones del este (1 de enero de 2001) - Señor Alcalde - Estrictamente personal (23 de agosto de 1998) - Hermanas - La otra mejilla (4 de mayo de 1998) - Al salir de clase - Tres por uno (5 de marzo de 1998) - Cuestión de confianza (6 de marzo de 1998) - En plena forma (1997) - Querido maestro - ¡A la bim, a la bam, a la bimbombam! (26 de mayo de 1997) - La casa de los líos - Miss Fifa (23 de febrero de 1997) Pepe - Dura vida del hombre casado (27 de septiembre de 1998) | - Juntas pero no revueltas - En un lecho de Rosa (26 de febrero de 1996) - Éste es mi barrio - El trotamundos (1 de enero de 1996) - Los ladrones van a la oficina (1995) - Farmacia de guardia (1991-1995) - Eva y Adán, agencia matrimonial - El señor de negro (27 de enero de 1991) - Sara y punto (1990) - Brigada central - Vistas al mar (17 de noviembre de 1989) - A media tarde - Bajo el árbol del paraíso (27 de noviembre de 1985) - La comedia musical española - Róbame esta noche (5 de noviembre de 1985) - Cosas de dos - El chequeo (3 de mayo de 1984) - La comedia - La señorita de Trevélez (24 de enero de 1984) - La cometa blanca (1981) - La mansión de los Plaff (1979-1980) - Teatro estudio - Sea todo para bien (28 de diciembre de 1978) - Novela - Marta y María (1 de mayo de 1978) - La cometa naranja - El diablo y Tomás Walker (28 de julio de 1974) - Estudio 1 - El hogar invadido (29 de abril de 1969) - Mi mujer, el diablo y yo (6 de julio de 1973) - Robo en el Vaticano (11 de agosto de 1975) - La guerra empieza en Cuba (20 de diciembre de 1978) - El sexo débil ha hecho gimnasia (2 de mayo de 1979) - La mosca en la oreja (14 de agosto de 1984) |